# ستيف زيسيز
ستيف زيسيز (بالإنجليزية: Steve Zissis)‏ هو ممثل أمريكي، ولد في 17 ديسمبر 1975 في الولايات المتحدة.

## أعمال

### أفلام
- (2013) هي[4][5]

## وصلات خارجية
- ستيف زيسيز على موقع IMDb (الإنجليزية)
- ستيف زيسيز على موقع قاعدة بيانات الأفلام العربية
- ستيف زيسيز على موقع ألو سيني (الفرنسية)
- ستيف زيسيز على موقع أول موفي (الإنجليزية)
- ستيف زيسيز على موقع قاعدة بيانات الأفلام السويدية (السويدية)
- ستيف زيسيز على موقع قاعدة بيانات الفيلم (الإنجليزية)
- ستيف زيسيز على موقع كينوبويسك (الروسية)